# Pomožna pogonska enota
Pomožna pogonska enota ang. APU Auxiliary Power Unit je naprava na vozilu (največkrat na letalu), ki se uporablja za več namenov: generira pnevmatski zrak za zagon reaktivnih motorjev, pnevmatski zrak za presurizacijo potniške kabine, pnevmatski zrak za gretje in hlajenje kabine in preko generatorja proizvaja električno energijo za letalske sisteme. Za razliko od zemeljske elektrike (50 ali 60 Hz), proizvaja 115 voltni izmeničen tok frekvece 400 Hz, visoka frekvenca se uporablja zato, da se zmanjša težo generatorja. V nekaterih primerih proizvaja tudi direktni 28V tok. APU lahko proizvaja tudi hidravlično moč. APU se po navadi zažene pred letom za zagon motorjev in klimatizacijo kabine in se ne uporablja med letom. Moč električnega generatorja tipičnega ozko trupnega letala okoli 90 kW. V letu se zažene, če pride do npr. okvare motorja, APU dovaja elektriko in pnevmatski zrak in s tem razbremeni delujoči motor. APU se mora pri ETOPS dvomotornih letalih uspešno zagnati tudi na največji višini leta (Service Ceiling), ki je po navadi di 43.000 čevljev. B-29 je bil eden izmed prvih letal z APUjem z močjo 15 konjev (11 kW) in sicer dvovaljnim "Putt Putt", ki je zagotavljal elektriko za zagon glavnih motorjev in poganjal hidravlično črpalko za zavore koles.
APU je po navadi nameščen na zadnjem delu - repu letala. APU je zelo pomembna naprava, omogoča avtonomno delovanje potniških letal tudi na letališčih, ki so slabo opremljena.